# Vitali Shcherbo
Vitali Shcherbo, también escrito como Vitaly Scherbo —en ruso: Виталий Венедиктович Щербо, Vitali Venediktovich Shcherbo; en bielorruso: Віталь Венядзіктавіч Шчэрба, Vital Veniadziktavich Shcherba— (13 de enero de 1972 en Minsk, Unión Soviética) es un gimnasta bielorruso que ganó seis medallas de oro en los Juegos Olímpicos de Barcelona 1992 representando al Equipo Unificado, algo que no ha conseguido ningún otro gimnasta en la historia. 

## Biografía
Scherbo comenzó a practicar la gimnasia a la edad de 7 años, motivado por su madre, ya que era un niño muy inquieto y nervioso, y ella veía en este deporte una forma de canalizar su energía.
Los entrenadores de su club local de Minsk reconocieron en seguida su gran talento para la gimnasia, así que pronto le enviaron a una escuela estatal en Moscú donde comenzó a entrenar con otros chicos que también destacaban.
Con solo 15 años entró a formar parte del equipo nacional de la Unión Soviética. A nivel internacional se dio a conocer en 1989 cuando finalizó en la cuarta posición en la prestigiosa Copa Chunichi, que se celebra cada año en la localidad japonesa de Nagoya.
En 1990 participó en sus primeros Campeonatos de Europa en Lausana, Suiza, donde ganó tres medallas de oro en las finales por aparatos, incluyendo un ejercicio de salto puntuado con un 10.00. En ese mismo año también ganó la competición individual en los "Goodwill Games" de Seattle.
Al año siguiente, en los Campeonatos del Mundo de Indianápolis 1991, acabó segundo en la competición individual, donde solo fue superado por su compañero de equipo Grigori Misutin. 
En diciembre de ese mismo año, Scherbo se casó con su novia Irina, con quien tendría una hija llamada Kristina que nacería en 1993.
En los Juegos Olímpicos de Barcelona 1992, hizo la mejor competición de su vida, y dominó de una forma arrolladora, como ningún gimnasta había hecho antes en unos juegos. De ocho medallas posibles, Scherbo ganó seis, todas de oro, incluyendo la competición individual, donde ganó por delante de sus compañeros Grigori Misutin (plata) y Valeri Belenki (bronce). Sus otras medallas fueron en la competición por equipos, y en las finales de anillas, salto, barras paralelas y caballo con arcos.
Por ello fue considerado la gran estrella de los Juegos de Barcelona. Solo los nadadores Michael Phelps y Mark Spitz han ganado más medallas de oro en unos Juegos Olímpicos.
Poco después de los Juegos Olímpicos de 1992, Scherbo se casó con su esposa Irina. Sin embargo, la vida en Bielorrusia, país natal de él, se volvió cada vez más turbulenta y su familia fue atacada a menudo, y en otra ocasión intentaron secuestrar a su hija. Su apartamento fue asaltado y le robaron su dinero, objetos de valor y recuerdos olímpicos. No había nadie en casa durante el robo y sus seis medallas de oro de Barcelona estaban a salvo en casa de su madre. La familia se mudó a los Estados Unidos poco después, instalándose en State College, Pensilvania. La medida les permitió capitalizar el éxito olímpico de Scherbo. A su triunfo olímpico le siguieron el Título Mundial en 1993 y las Copas de América en 1993 y 1994, además de numerosas medallas en pruebas individuales.
En los años siguientes, Vitaly siguió siendo el gran dominador de la gimnasia a nivel mundial. En 1993 ganó en Birmingham su único título mundial en la competición individual, y sumó muchas más medallas en diferentes campeonatos mundiales y europeos.
En 1996, su esposa Irina tuvo un terrible accidente automovilístico en el que se salió de la carretera y chocó contra un árbol. Sufrió múltiples fracturas de costillas y pelvis, cayó en coma y las lesiones internas fueron tan graves que los médicos le dijeron a su marido que sólo tenía una probabilidad de 1 entre 100 de sobrevivir. Scherbo se quedó con su esposa todos los días y de repente dejó de entrenar. Ganó 15 kilogramos y empezó a abusar del alcohol. Después de un mes, Irina finalmente despertó del coma e insistió en que su marido siguiera entrenando para la próxima temporada olímpica. Mientras su esposa se recuperaba milagrosamente, Scherbo también comenzó a recuperar su óptima condición física y ganó otro título mundial en 1996. 
En Atlanta, no tuvo una actuación tan destacada como cuatro años antes en Barcelona, pero aun así logró ganar cuatro medallas de bronce. En la competición individual acabó por detrás del chino Li Xiaoshuang (oro), y del ruso Alexéi Nemov (plata). Las otras medallas de bronce fueron en salto, barras paralelas y barra fija. 
Vitaly había planeado participar en los Campeonatos del Mundo de Lausana 1997, pero unos meses antes sufrió un accidente de moto en el que se rompió una mano, por lo que puso punto final a su carrera deportiva.
Actualmente vive en Las Vegas, Nevada, con su familia, donde regenta un gimnasio.

## Habilidades epónimas
Un salto al estilo Yurchenko  se define por su entrada única, específicamente un giro completo dentro del salto mortal hacia atrás entre el trampolín y la mesa de salto.

## Presunta violación
En octubre de 2017, la campeona olímpica exsoviética Tatiana Gutsu acusó a Scherbo de violarla cuando tenía 15 años, en 1991.

## Medallas
- Campeonatos de Europa de Lausana 1990 - 1º en suelo, 1º en barra fija, 1º en salto

- Campeonatos del Mundo de Indianápolis 1991 - 1º por equipos, 2º en individual, 2º en suelo, 2º en salto, 3º en barra fija

- Campeonatos de Europa de Budapest 1992 - 3º individual, 1º en suelo, 1º en salto, 2º en anillas, 2º en caballo con arcos

- Campeonatos del Mundo de París 1992 - 1º en anillas, 1º en caballo con arcos, 2º en suelo

- Juegos Olímpicos de Barcelona 1992 - 1º por equipos, 1º individual, 1º en anillas, 1º en caballo con arcos, 1º en salto, 1º en paralelas

- Campeonatos del Mundo de Birmingham 1993 - 1º individual, 1º en paralelas, 1º en salto, 3º en suelo

- Campeonatos de Europa de Praga 1994 - 1º por equipos, 1º en salto, 2º en barra fija

- Campeonatos del Mundo de Brisbane 1994 - 3º individual, 1º en suelo, 1º en barra fija, 1º en salto

- Campeonatos del Mundo de Sabae 1995 - 2º individual, 1º en suelo, 1º en paralelas, 3º en salto

- Campeonatos de Europa de Birmingham 1996 - 3º por equipos, 2º individual, 1º en suelo, 1º en salto, 1º en paralelas, 3º en barra fija

- Campeonatos del Mundo de Puerto Rico 1996 - 1º en suelo, 2º en paralelas, 3º en barra fija

- Juegos Olímpicos de Atlanta 1996 - 3º individual, 3º en salto, 3º en paralelas, 3º en barra fija

- Torneo Internacional Joaquim Blume 1990-1991-1993